# 萩野真世
萩野 真世（はぎの まよ、1993年3月9日 - ）は、日本の女子車いすバスケットボール選手。ポジションはガード。女子車いすバスケットボールチームSCRATCH、男女混成チーム宮城MAX所属。車いすバスケットボール女子日本代表選手。

## 来歴
宮城県仙台市出身。中学生の時、宮城MAXの選手が掲載された新聞記事を見て車いすバスケットボールに興味を持つ。母親とともに宮城県で行われていた北京パラリンピックに出場する女子日本代表の合宿を見学した際、日本代表選手の藤井郁美から誘われたことをきっかけに、「宮城MAX」の練習に参加（のち入団）。2009年2月に東北地方初の女子車いすバスケットボールクラブとして創設された「SCRATCH」に入団した。
2010年、日本代表に選出され、バーミンガムで開催された世界選手権に出場。2012年、Jキャンプ（10代選手のための車いすバスケットボールキャンプ）で「10年後が楽しみで賞」を受賞。
2015年のU-25世界選手権はチームは6位ながら、自身はオールスターファイブに選出された。萩野の持ち点は1.0（点が低いほど障害が重い）だったが、2015年U-25世界選手権のプレーにより1.5と判断された。
2021年、東京パラリンピックに出場。日本チームの全6試合にスターターで出場した。
持ち点1.5のローポインターながらハイポインターに劣らないシュート力を持つ。

## 日本代表歴
- 2010 世界選手権
- 2010 アジアパラ競技大会 優勝
- 2011 ロンドンパラリンピックアジア・オセアニア予選[9]
- 2011 U-25世界選手権
- 2014 世界選手権
- 2014 アジアパラ競技大会 準優勝
- 2015 U-25世界選手権 オールスター5受賞
- 2015 アジアオセアニアチャンピオンシップス
- 2018 アジアパラ競技大会 準優勝
- 2019 アジアオセアニアチャンピオンシップス
- 2021 東京パラリンピック